# Reach (singel Eyes Set to Kill)
Reach – pierwszy singiel zespołu Eyes Set to Kill wydany 5 lutego 2008 roku w formacie digital download nakładem wytwórni BreakSilence. Promuje on debiutancki studyjny album pod tym samym tytułem.

## Lista utworów
1. „Reach” (album version) – 4:21
2. „Reach” (video version) – 3:46

Underground Songs
1. „Reach” (acoustic version) – 4:20